# スロベニア鉄道の車両

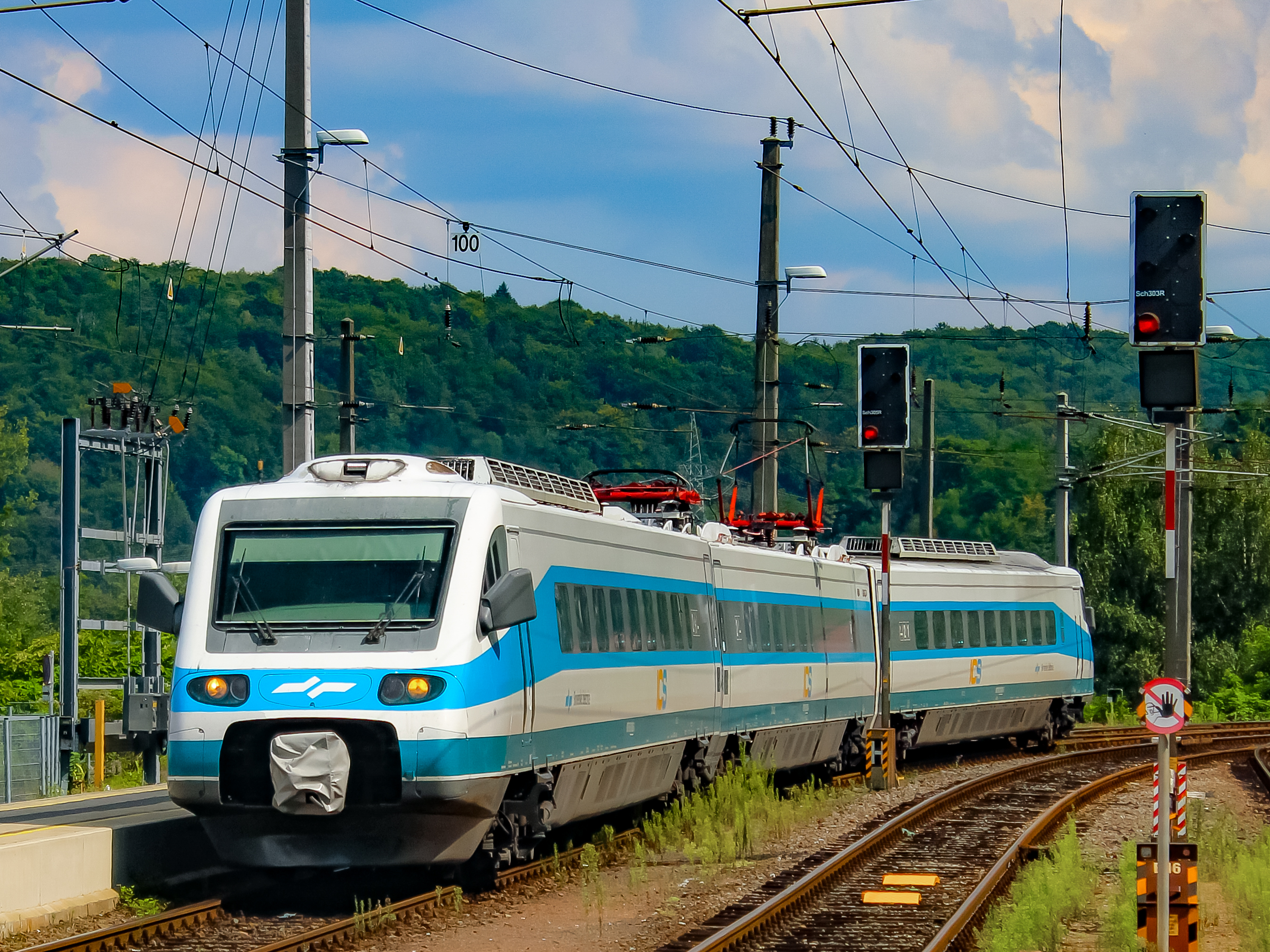
スロベニア鉄道の長距離用電車・310/316形（ペンドリーノ）（2023年撮影）

この項目では、スロベニアの国有鉄道であるスロベニア鉄道に在籍する、もしくは過去に在籍した主要な鉄道車両について解説する。同鉄道には1991年の成立以前、ユーゴスラビア鉄道時代に製造された車両やそれ以降に導入された車両が存在している。

## 動力車の形式番号基準

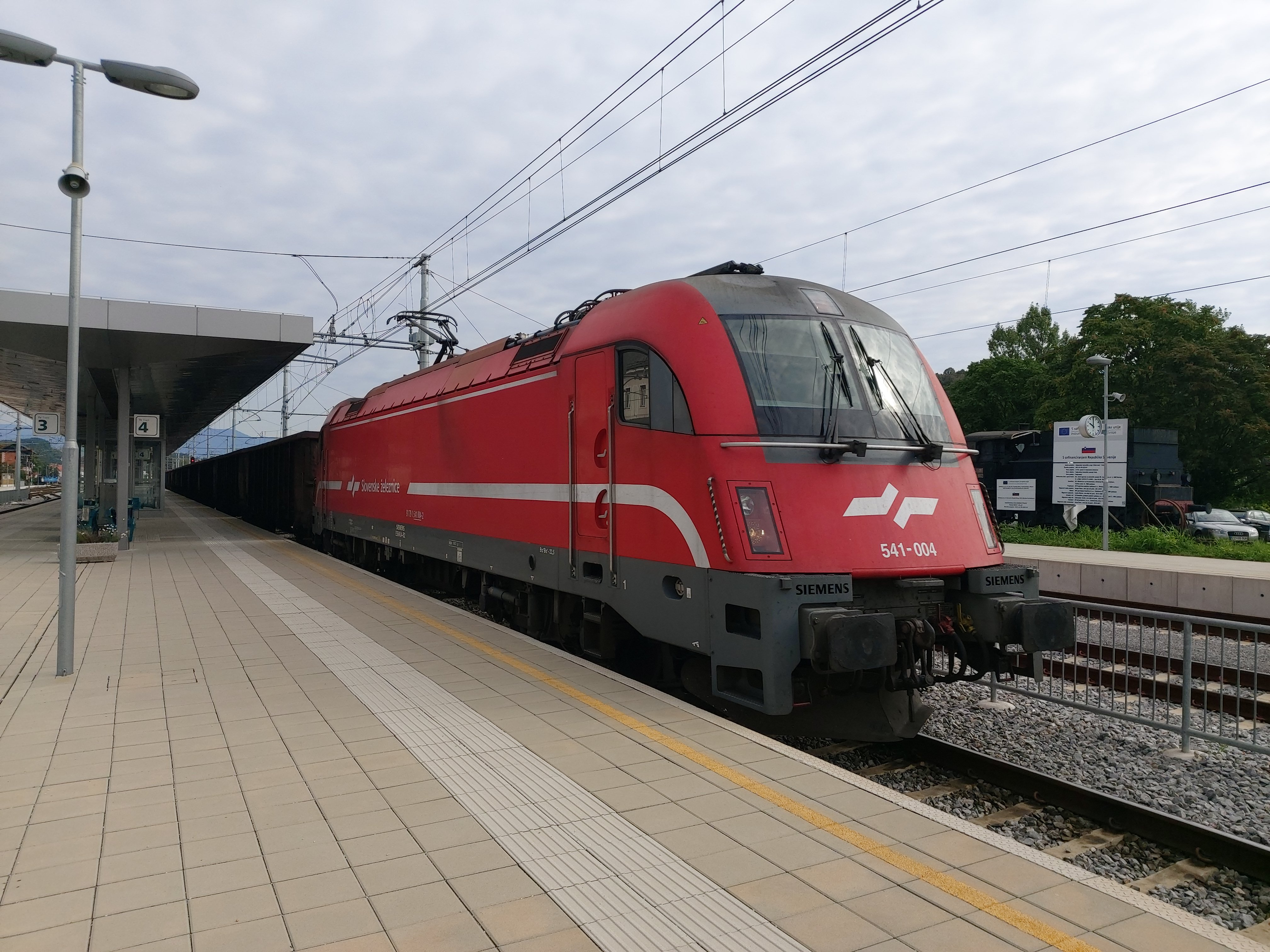
例：541形電気機関車004号機（541-004）
3つの電圧に対応した（5）4つの駆動軸を有する電気機関車

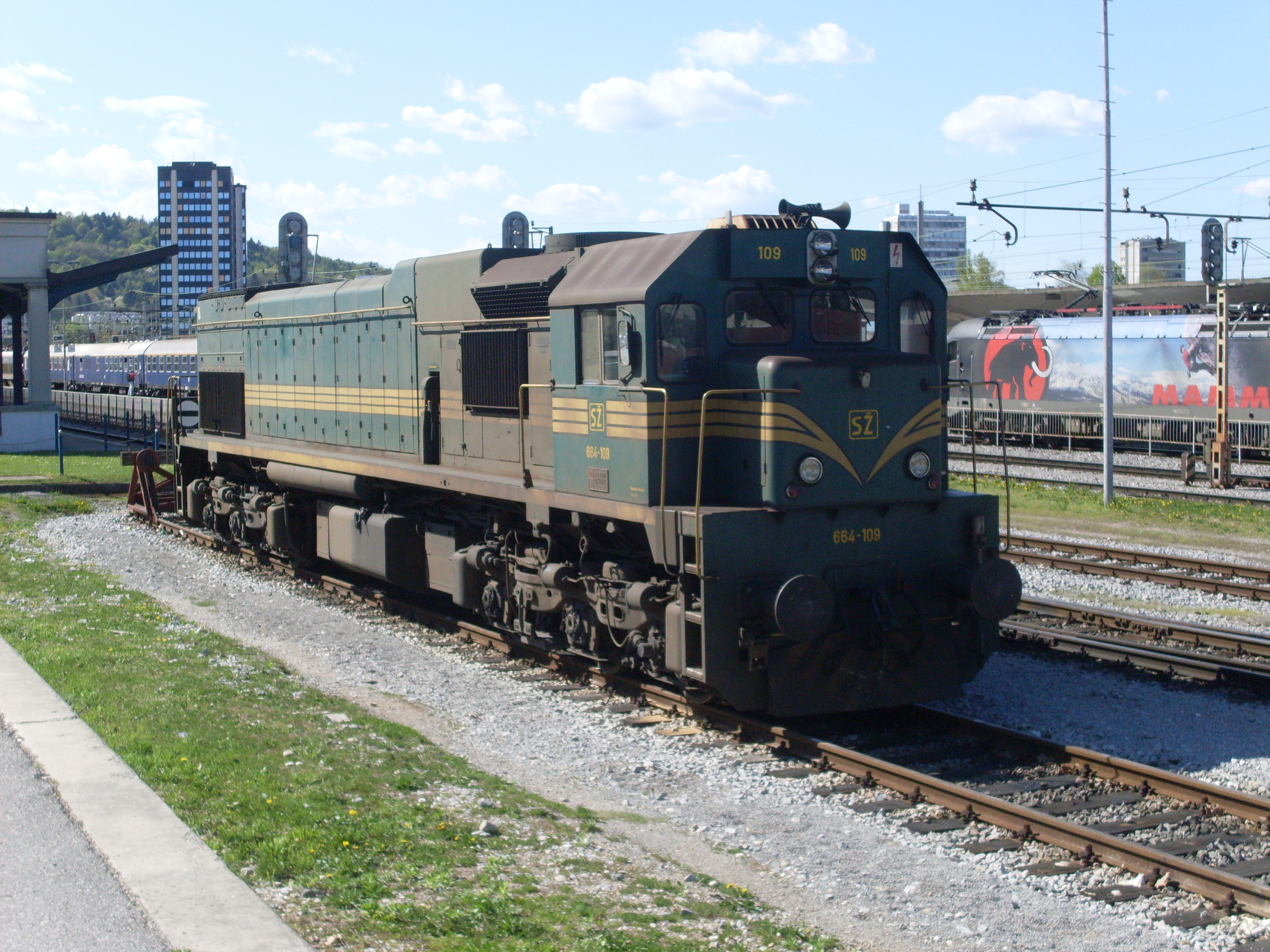
例：664形ディーゼル機関車109号機（664-109）
電気式（6）ディーゼル機関車・駆動軸の数は6つ

旧・ユーゴスラビア鉄道から路線網を継承した各国の鉄道のうち、スロベニア鉄道は1960年代初頭に制定されたユーゴスラビア鉄道の形式番号の命名基準をそのまま用いている。そのうち、機関車や電車、気動車といった、主電動機やエンジンといった動力源を有する車両（動力車）については、形式番号を示す「3桁の数字」、間に記載される「ダッシュ記号（-）」、固有の車両番号を示す「3桁の数字」によって示される。
これらの動力車の形式番号は、左の数字から以下のような基準で記載される。

### 1桁目
| スロベニア鉄道 形式番号基準(1桁目) | スロベニア鉄道 形式番号基準(1桁目) | スロベニア鉄道 形式番号基準(1桁目)        |
| 番号                               | 車種                               | 補足                                      |
| ---------------------------------- | ---------------------------------- | ----------------------------------------- |
| 0                                  | 蒸気機関車                         | 1959年1月1日時点で製造から50年以内の車両  |
| 1                                  | 蒸気機関車                         | 1959年1月1日時点で製造から50年以上の車両  |
| 2                                  | 電気機関車 電車                    | 交直流車両(直流・交流の2種類の電圧に対応) |
| 3                                  | 電気機関車 電車                    | 直流車両                                  |
| 4                                  | 電気機関車 電車                    | 交流車両                                  |
| 5                                  | 電気機関車 電車                    | 交直流車両(直流・交流の3種類の電圧に対応) |
| 6                                  | ディーゼル機関車 気動車            | 電気式車両                                |
| 7                                  | ディーゼル機関車 気動車            | 液体式車両                                |
| 8                                  | ディーゼル機関車 気動車            | 機械式車両                                |
| 9                                  | 事業用車全般                       |                                           |

### 2桁目
車両番号の2桁目は、車種によって意味が異なっている。
- 機関車 - 機関車における2桁目は車両における駆動軸の数に由来する[5]。
- 電車、気動車 - 電車や気動車における2桁目は「1」に統一されている[5]。

### 3桁目
車両番号の3桁目は、各形式の個別の形式名を意味している。機関車や電車、気動車共に番号が大きいほど最新の車両となっているが、電車や気動車については主電動機やディーゼルエンジンを搭載している動力車は「0」から「3」、それらを設置していない制御車や付随車は「4」から「9」の番号を用いる。

## 主要車両
以下、動力車を中心にスロベニア鉄道に在籍する、もしくは在籍していた車両形式を記載する。太字は2021年の時点でスロベニア鉄道に在籍している形式を示す。

### 電気機関車
- 362形（スロベニア語版）[8]
- 342形（スロベニア語版）
- 363形（スロベニア語版）
- 541形900番台（スロベニア語版） - 「ユーロスプリンター」、2005年から2006年までディスポロックからリースを実施[9]
- 541形（スロベニア語版） - 「ユーロスプリンター（ES64U4）」

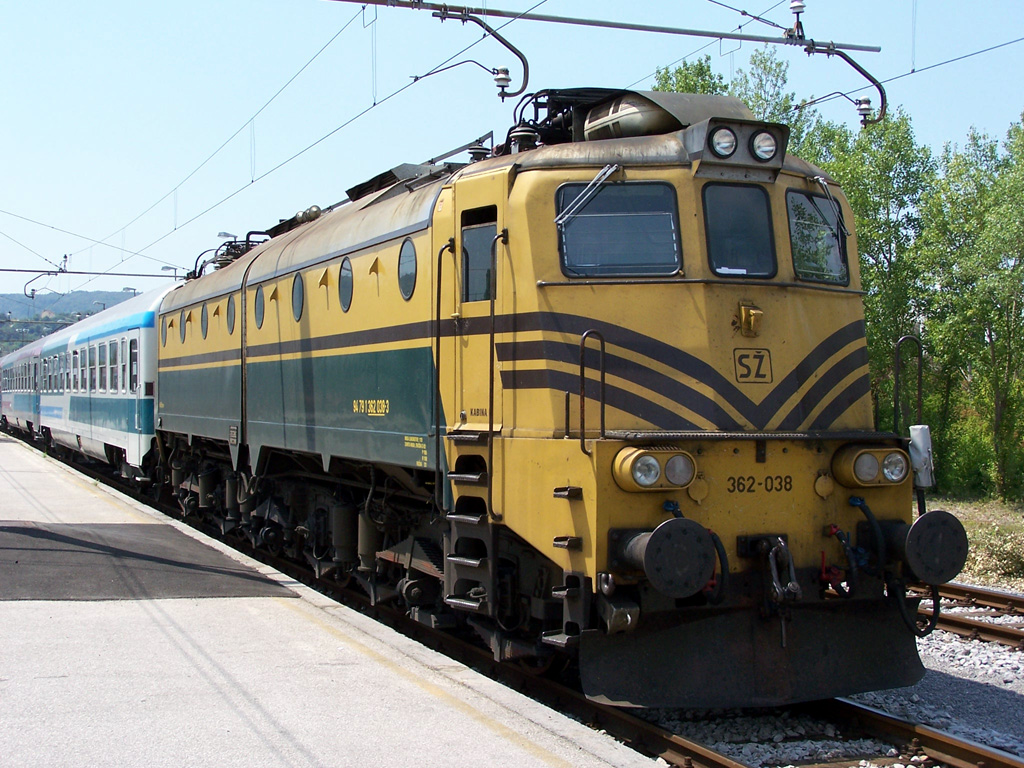
362形
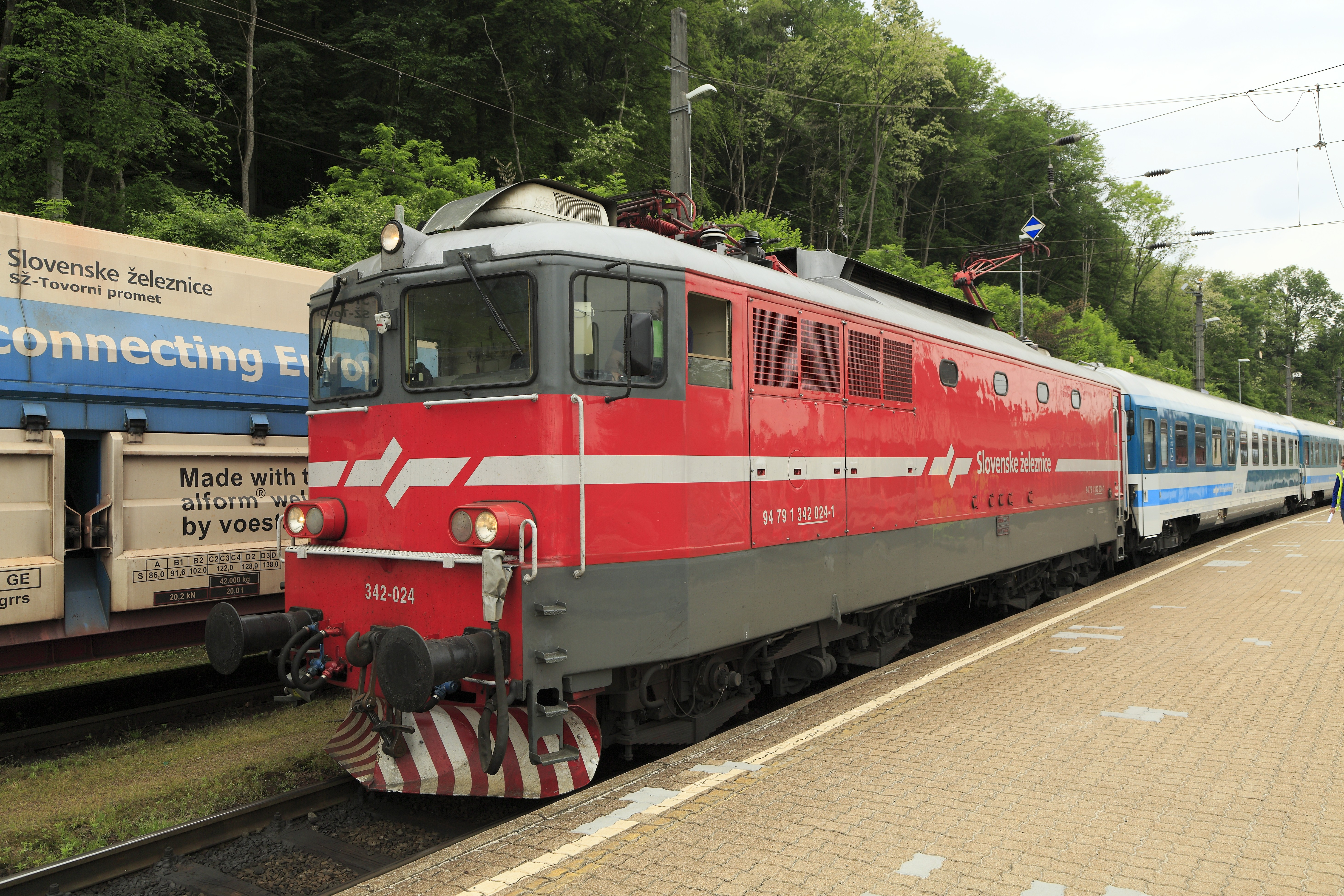
342形
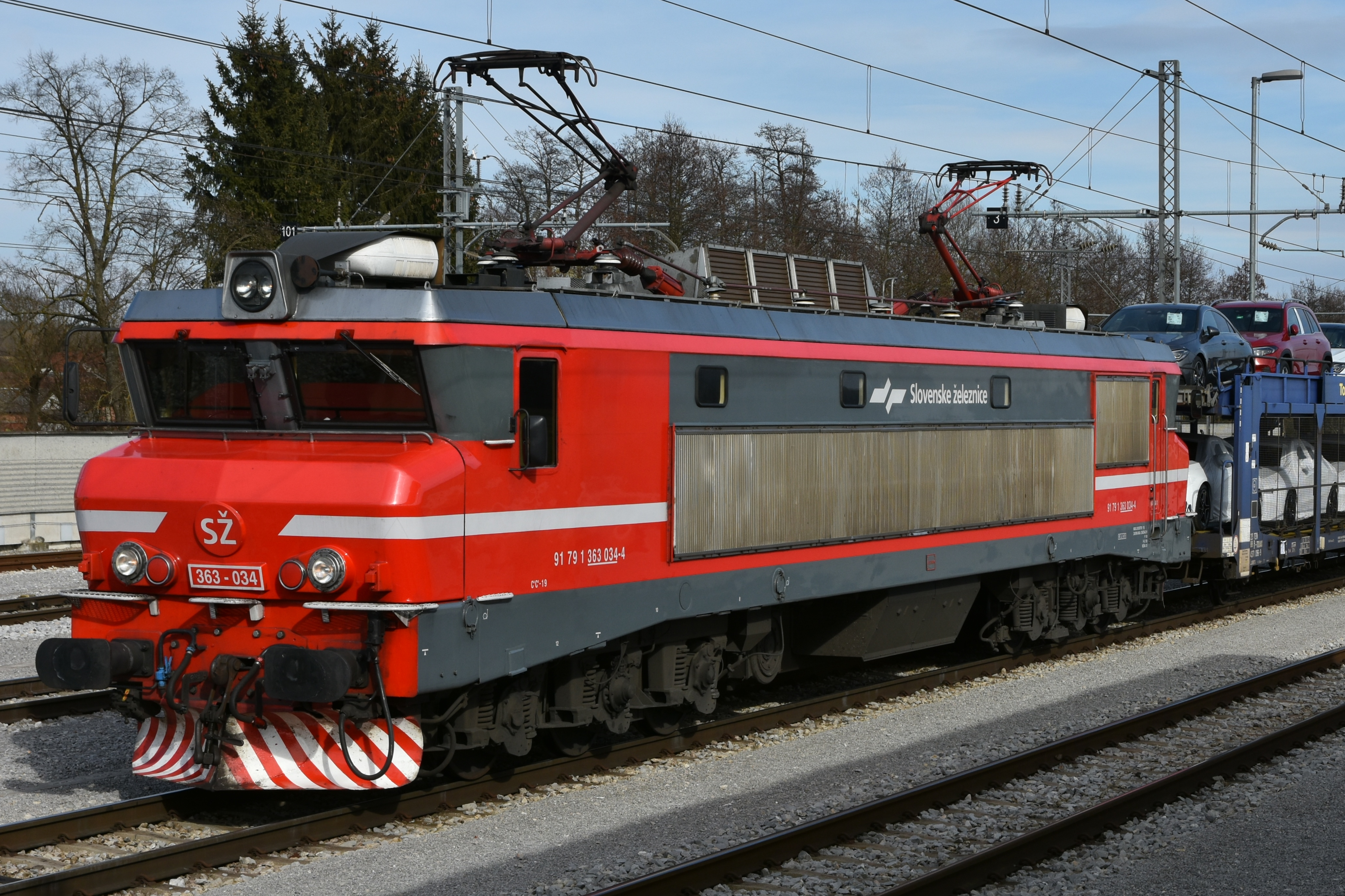
363形
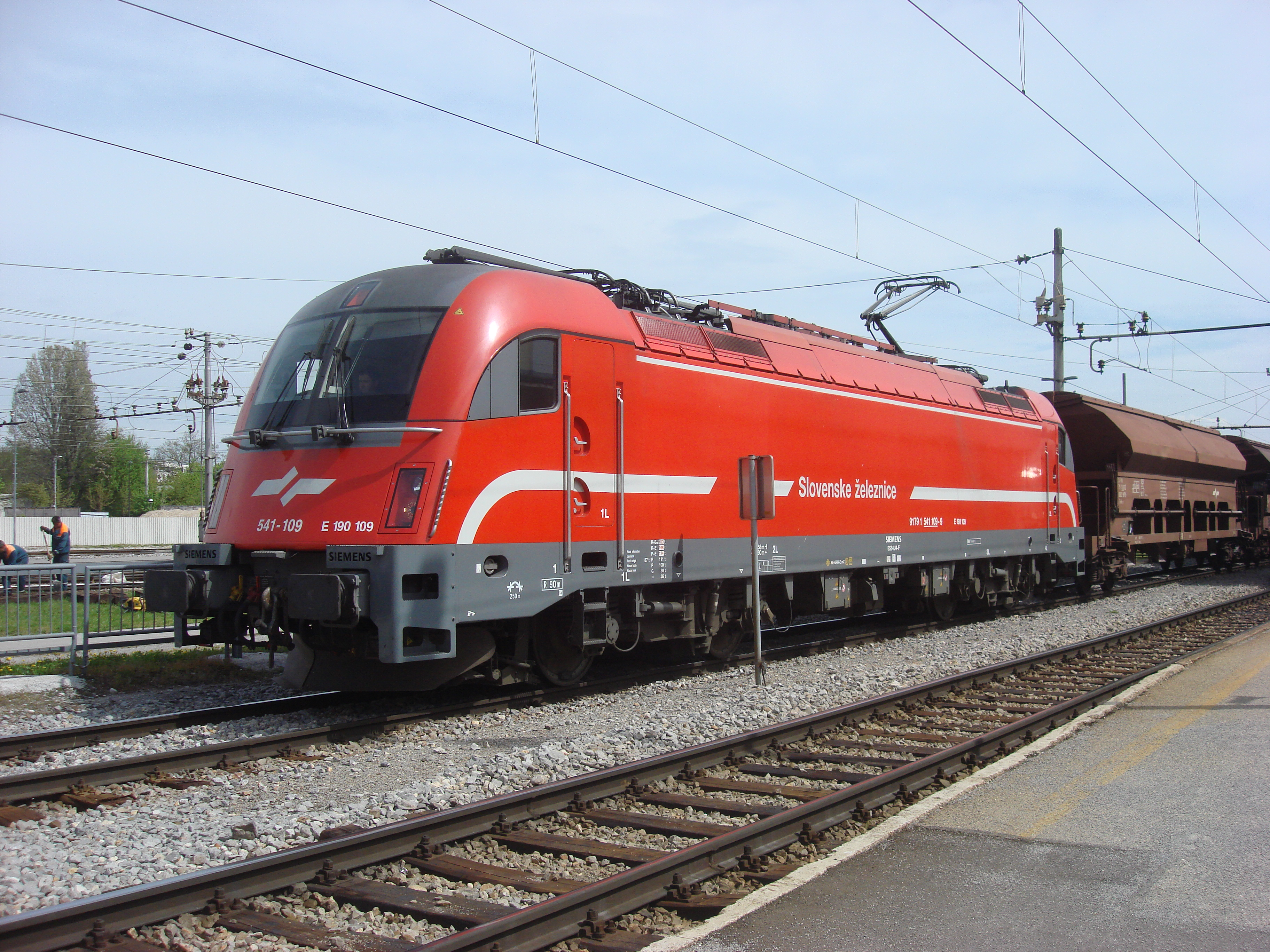
541形

### ディーゼル機関車
- 661形
- 642形 - 入換用機関車[10]
- 643形（スロベニア語版） - 入換用機関車[10]
- 644形
- 646形（スロベニア語版） - 入換用機関車、「EffiShunter 1000」[10][11]
- 664形（スロベニア語版）
- 645形（英語版） - 「ユーロランナー」[12]
- 731形 - 入換用機関車
- 732形 - 入換用機関車[10]

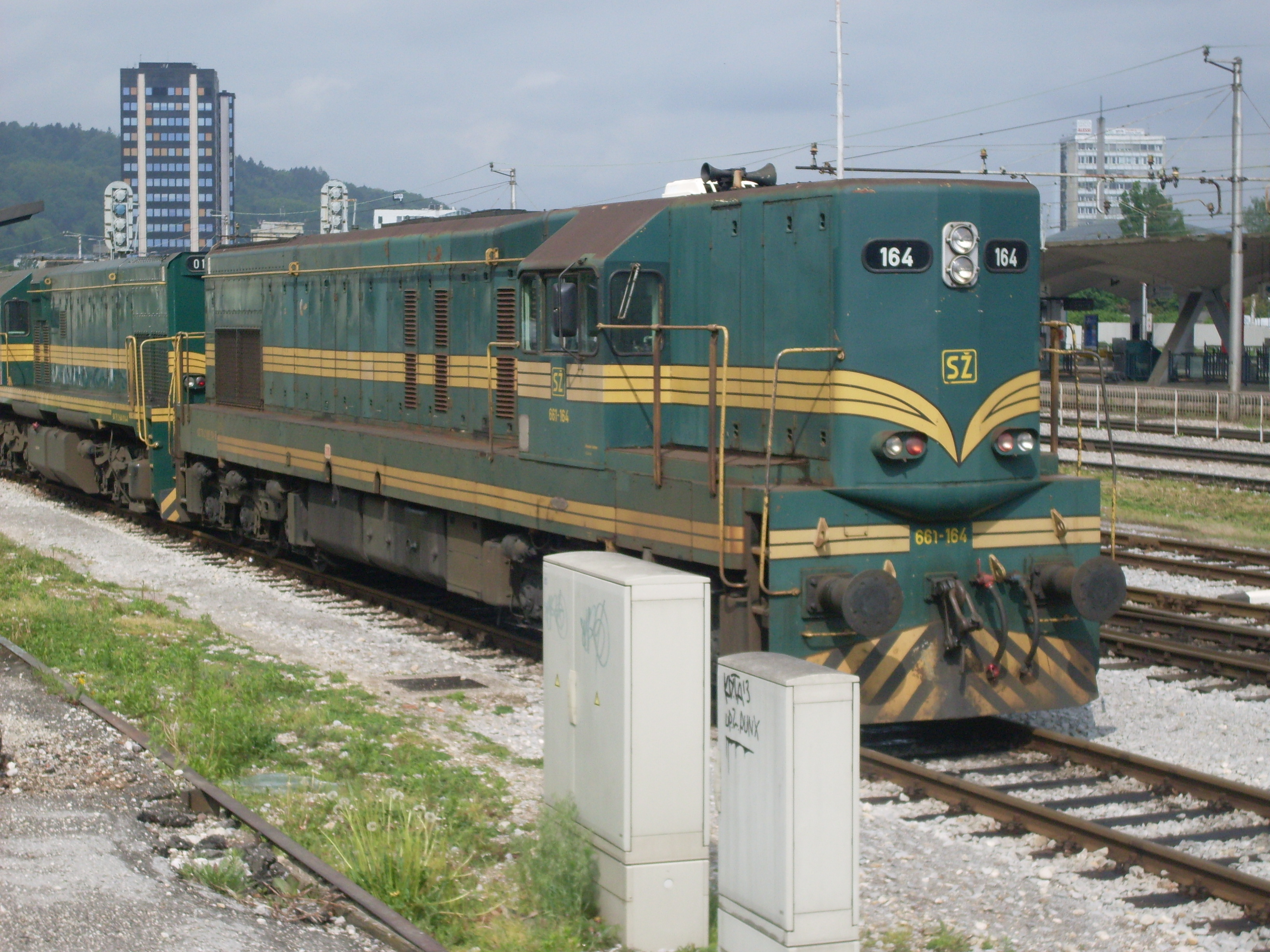
661形
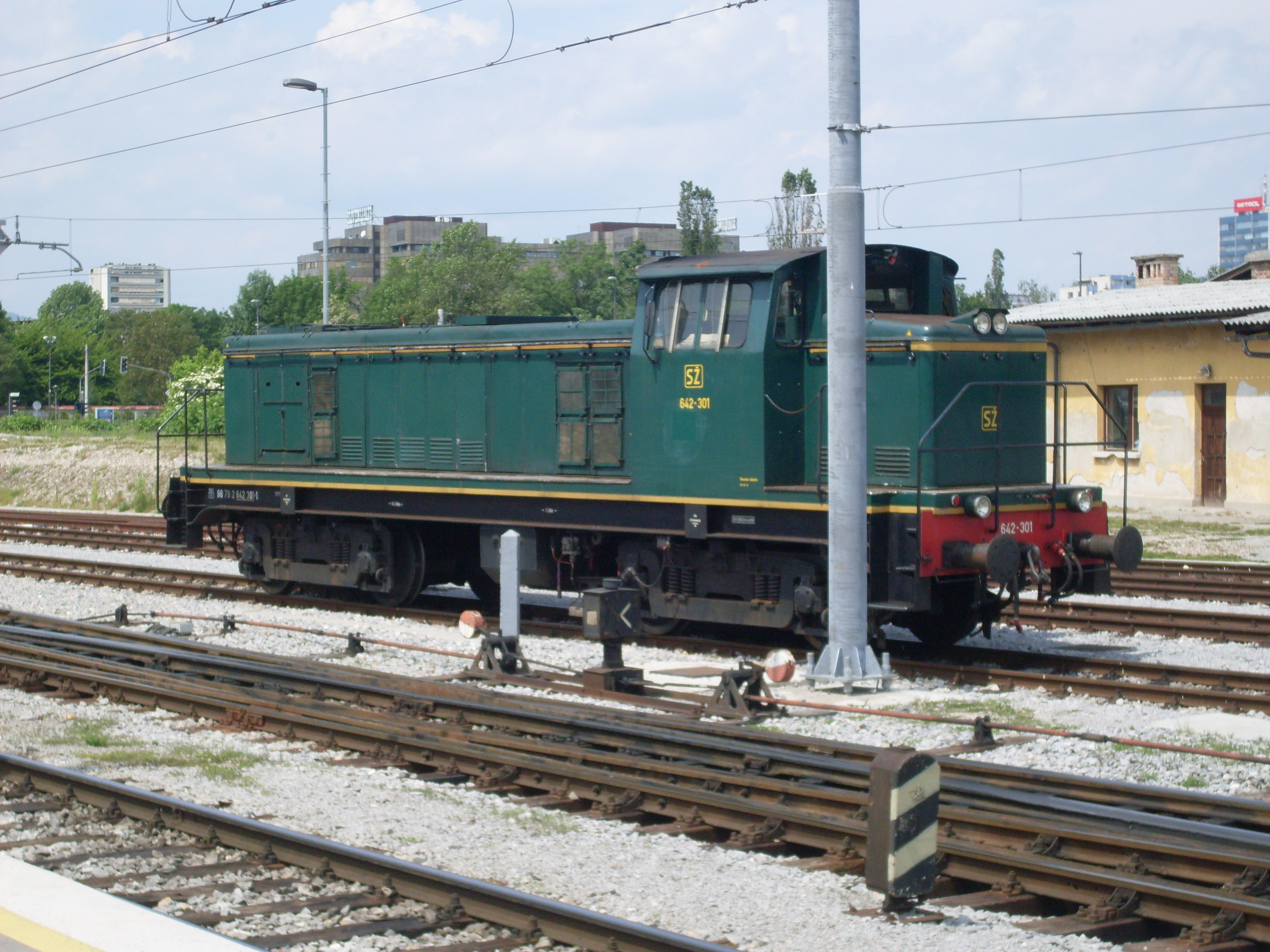
642形
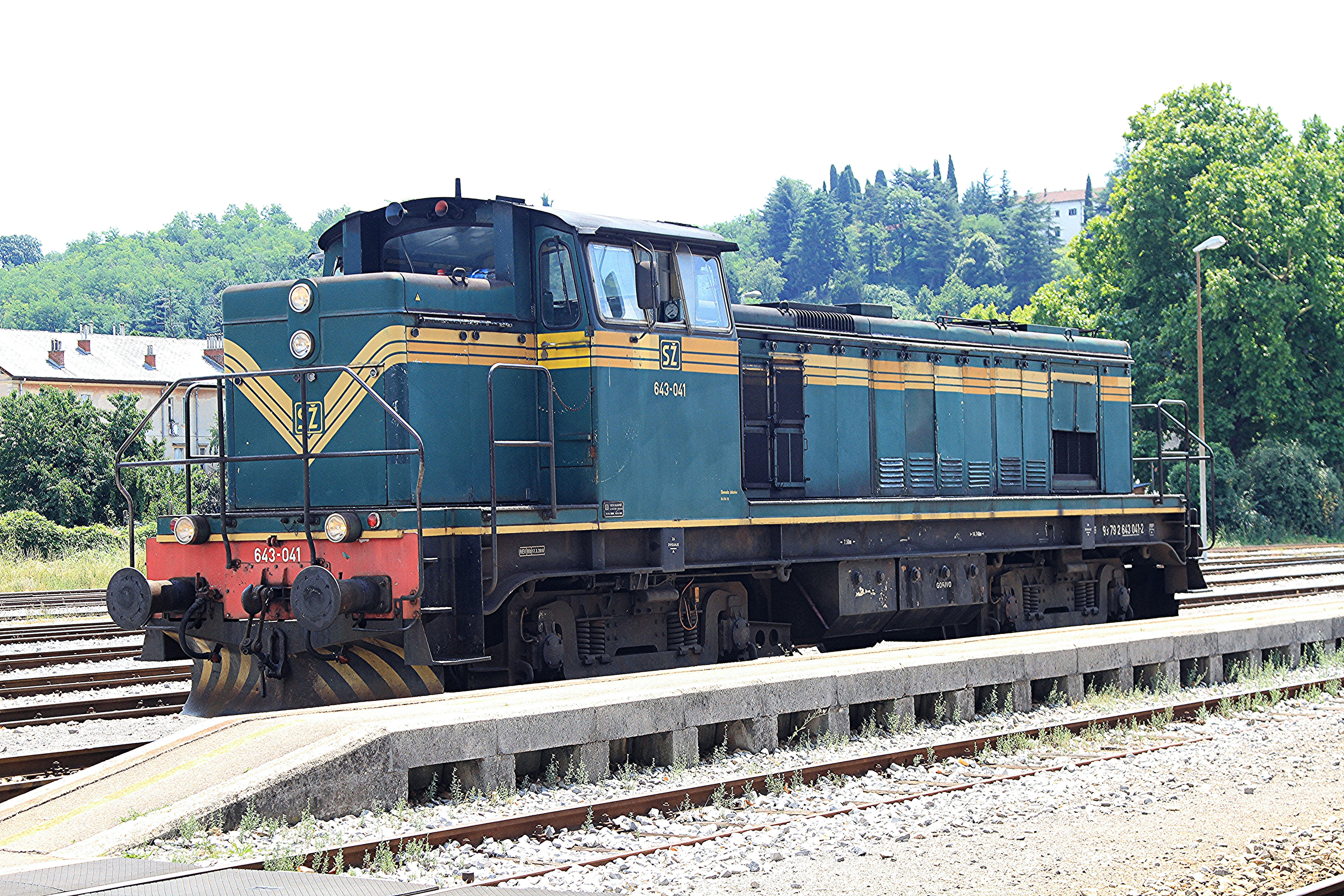
643形
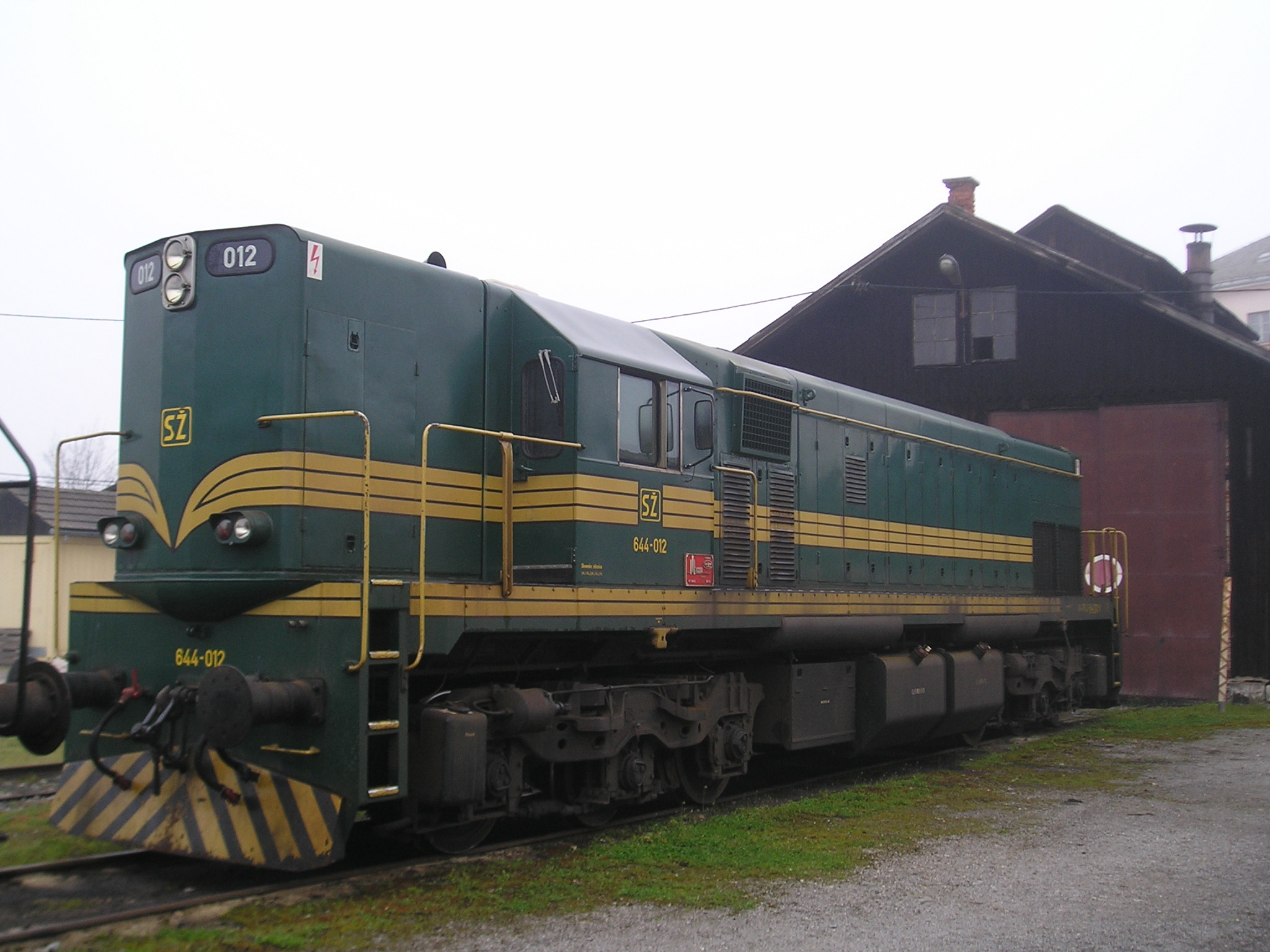
644形
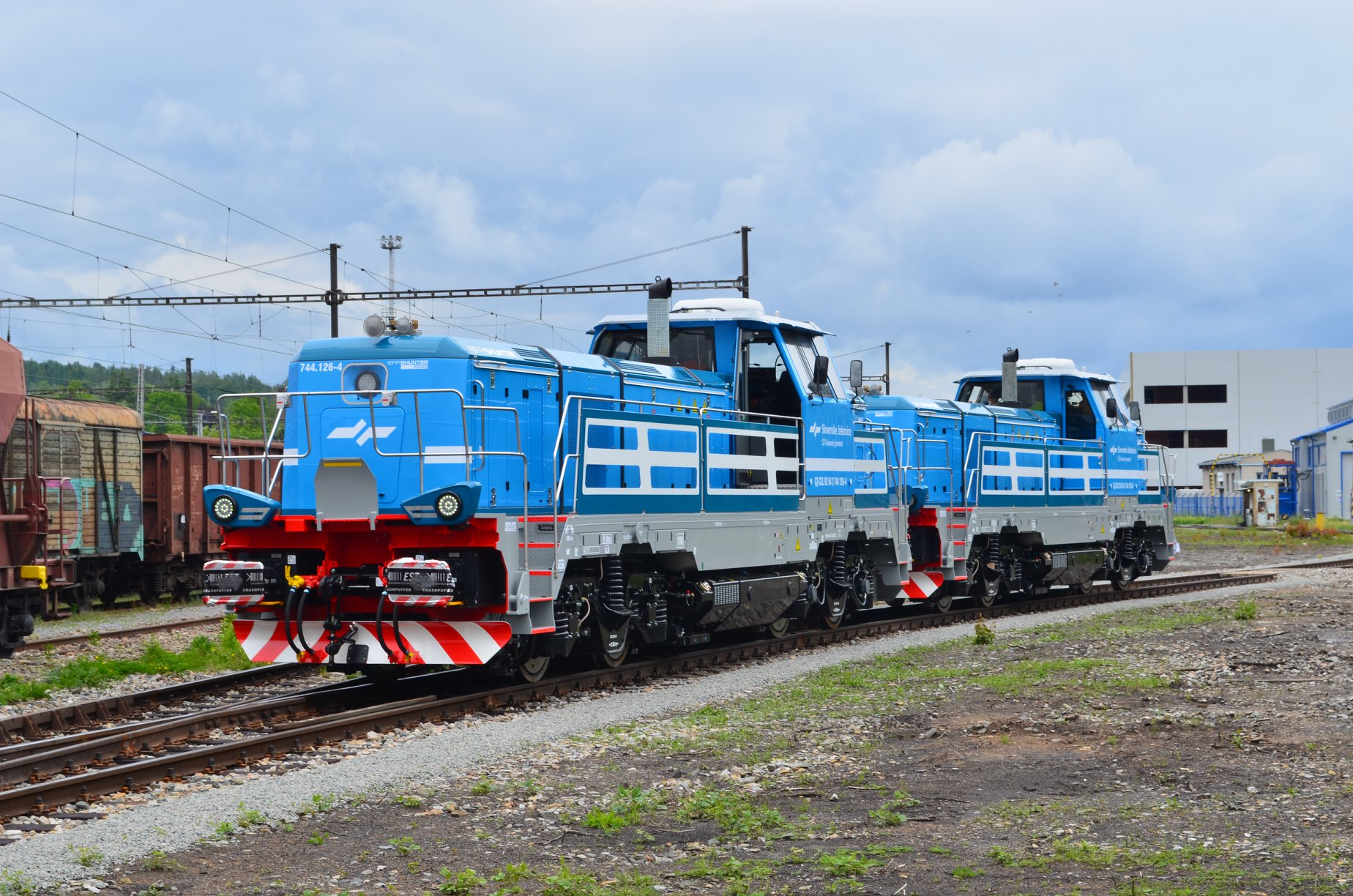
646形
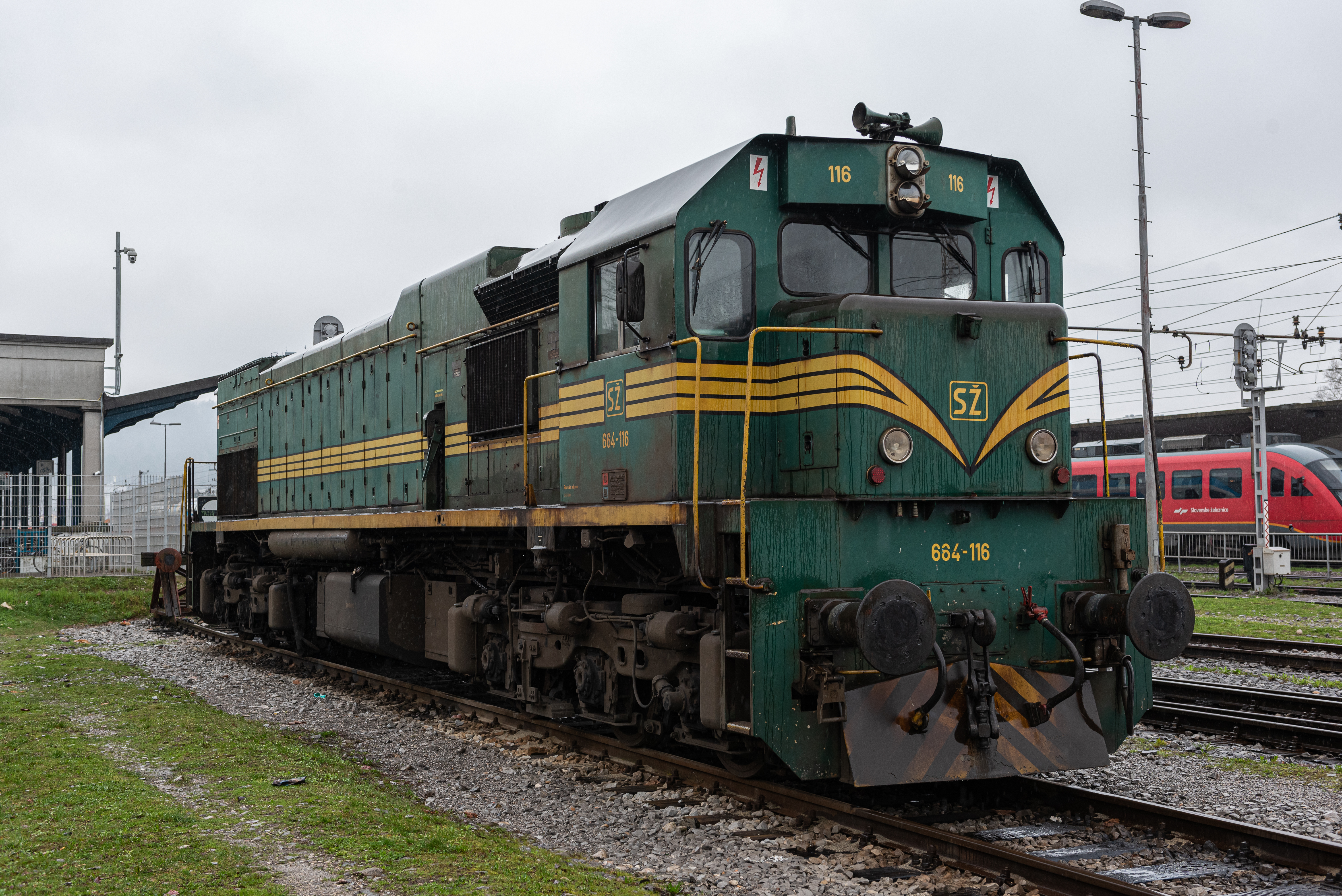
664形
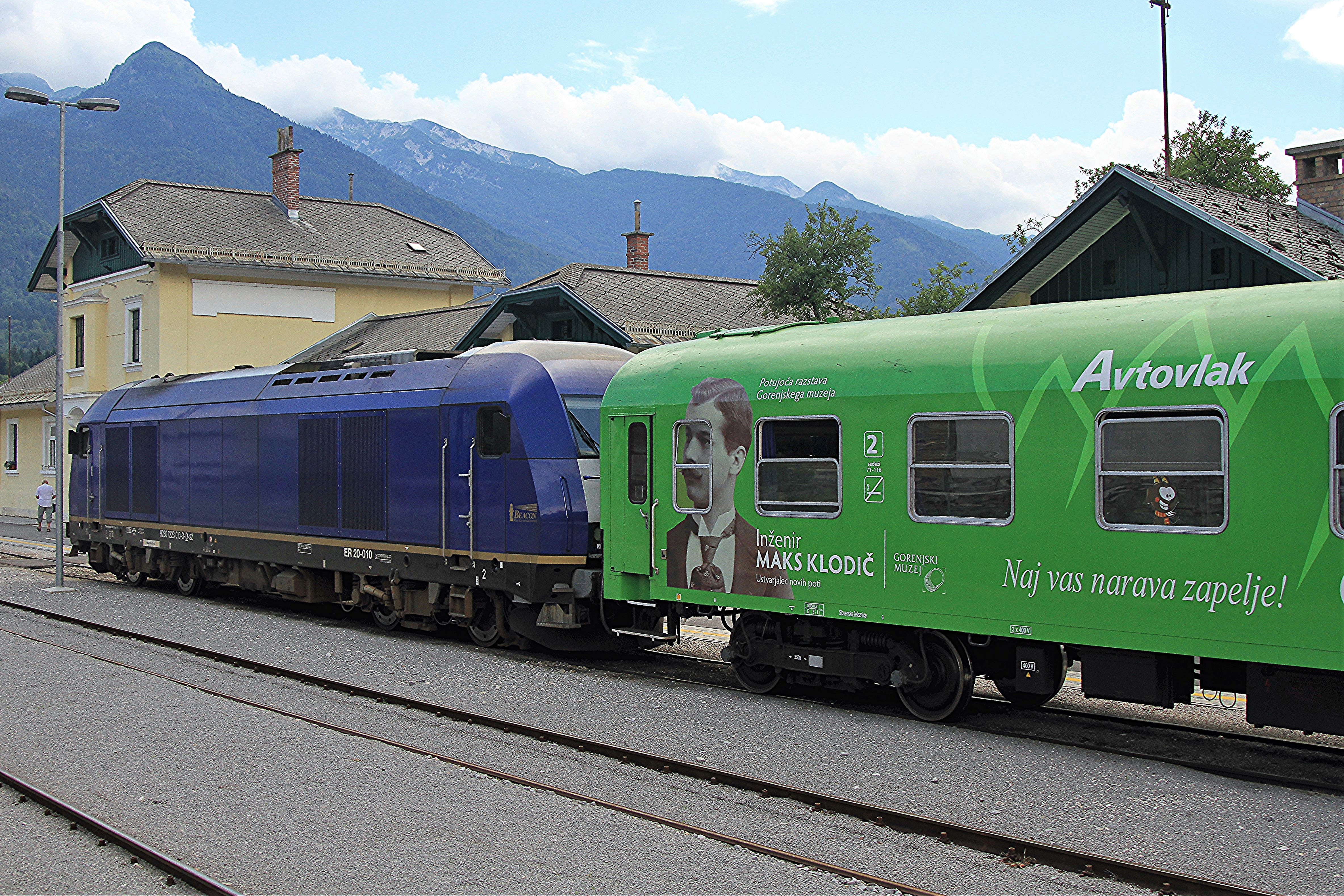
645形
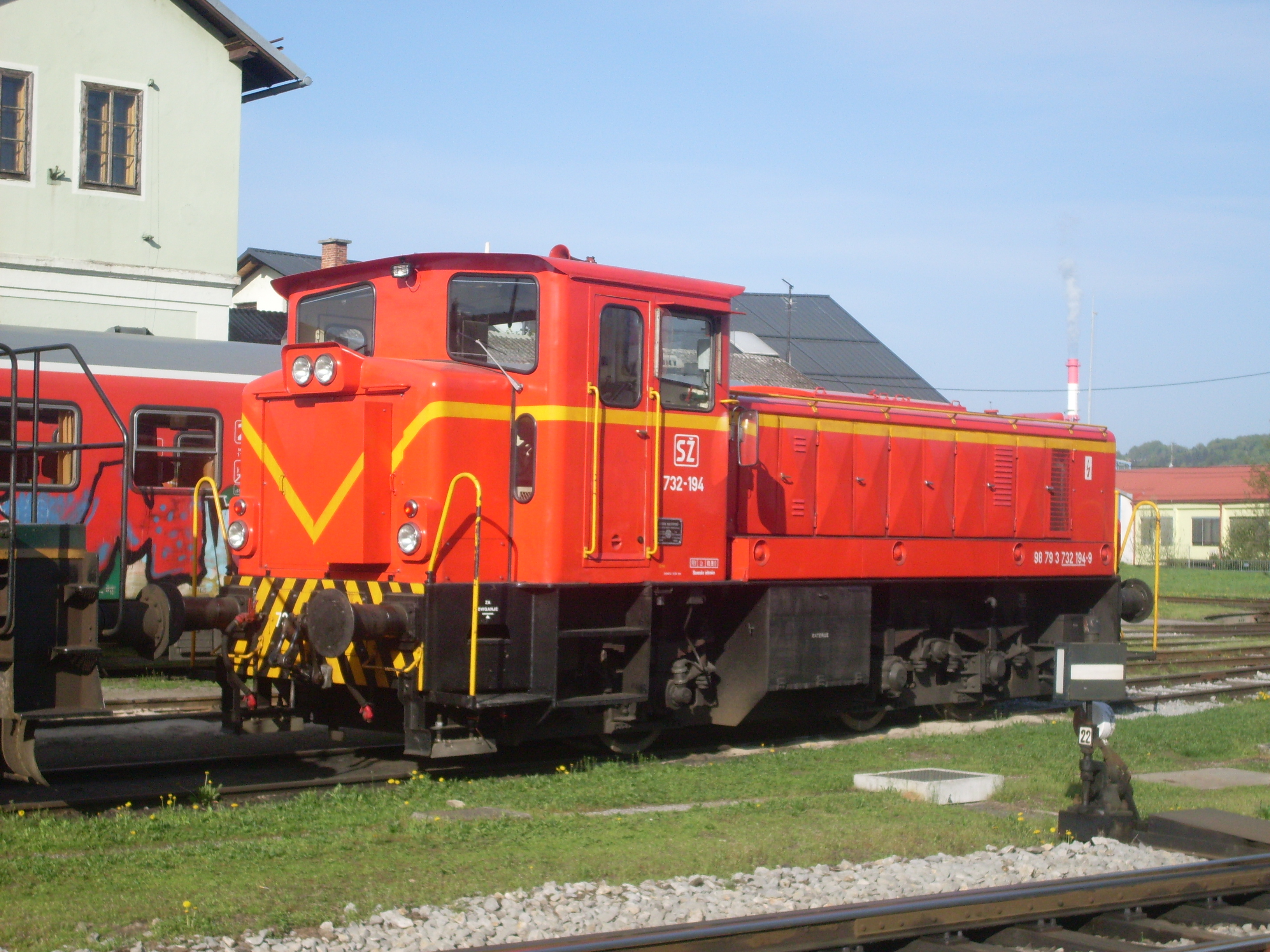
732形

### 電車
- 311/315形[13]
- 310/316形 - 「ペンドリーノ」
- 312/317形 - 「デジロ」
- 313/318形 - 「KISS」
- 510/515形 - 「FLIRT」

- 311/315形
- 310/316形
- 312/317形
- 313/318形
- 510/515形

### 気動車
- 610/615形 - 「FLIRT」
- 711形
- 713/715形
- 813/814形

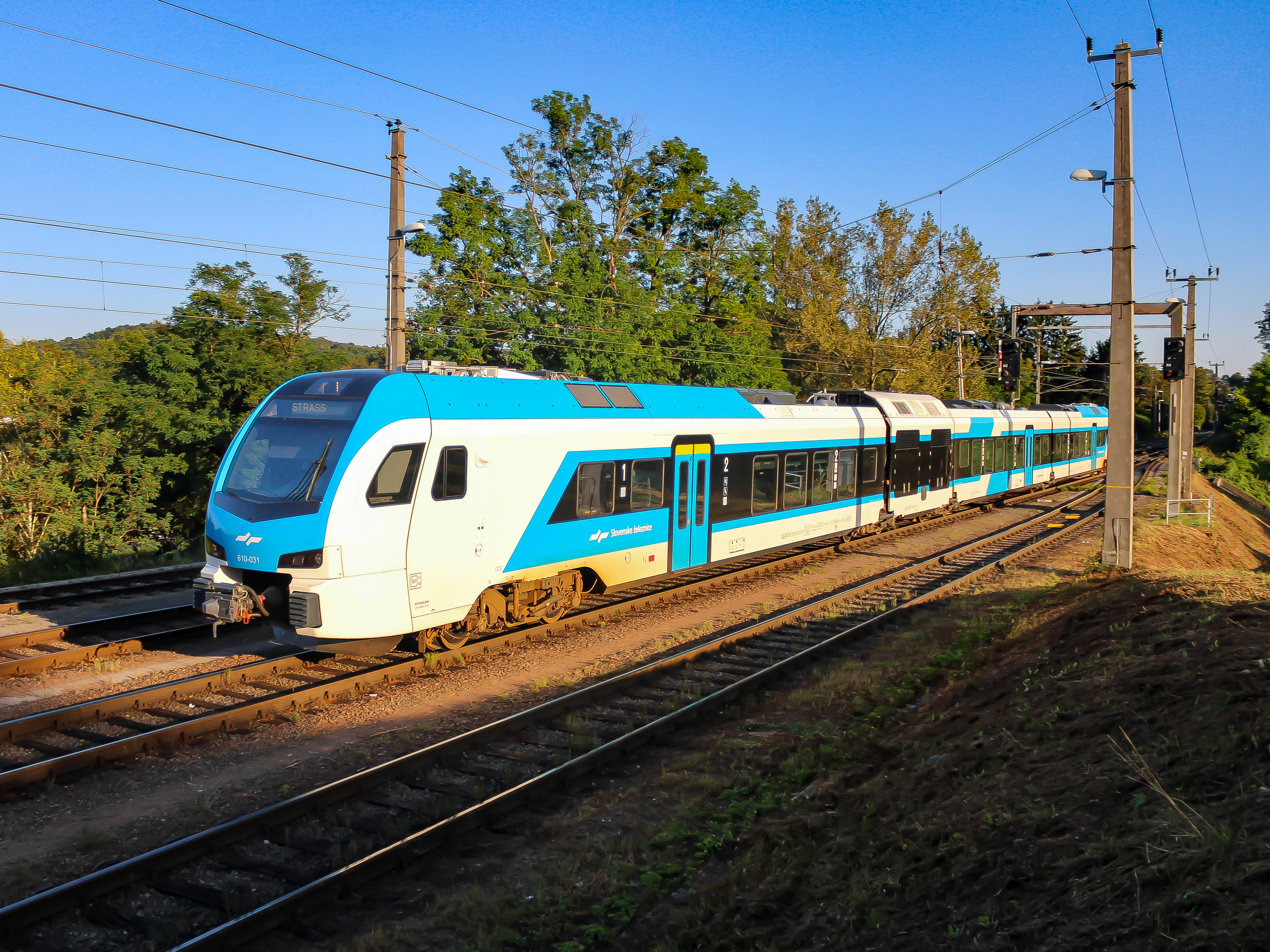
610/615形
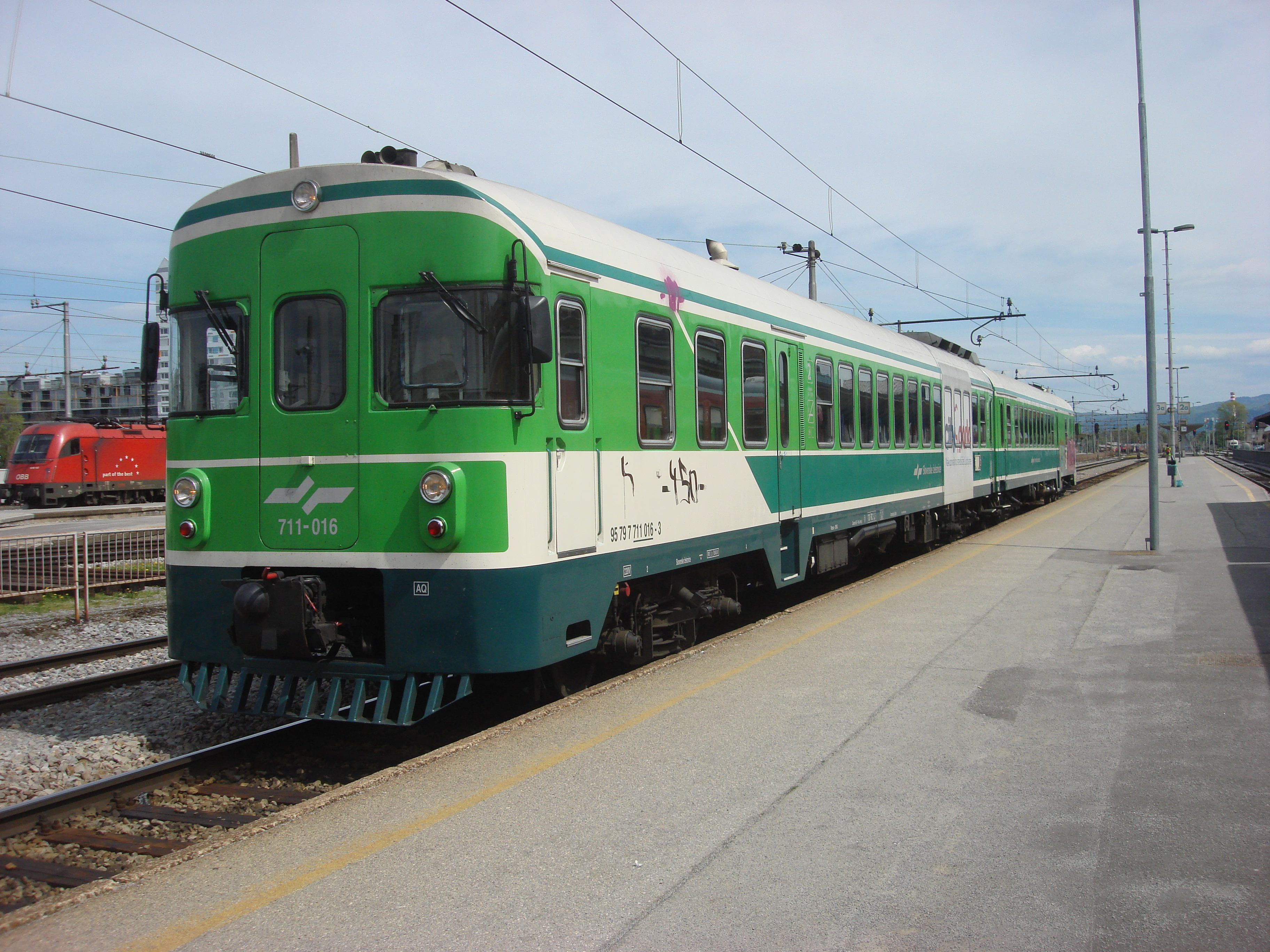
711形
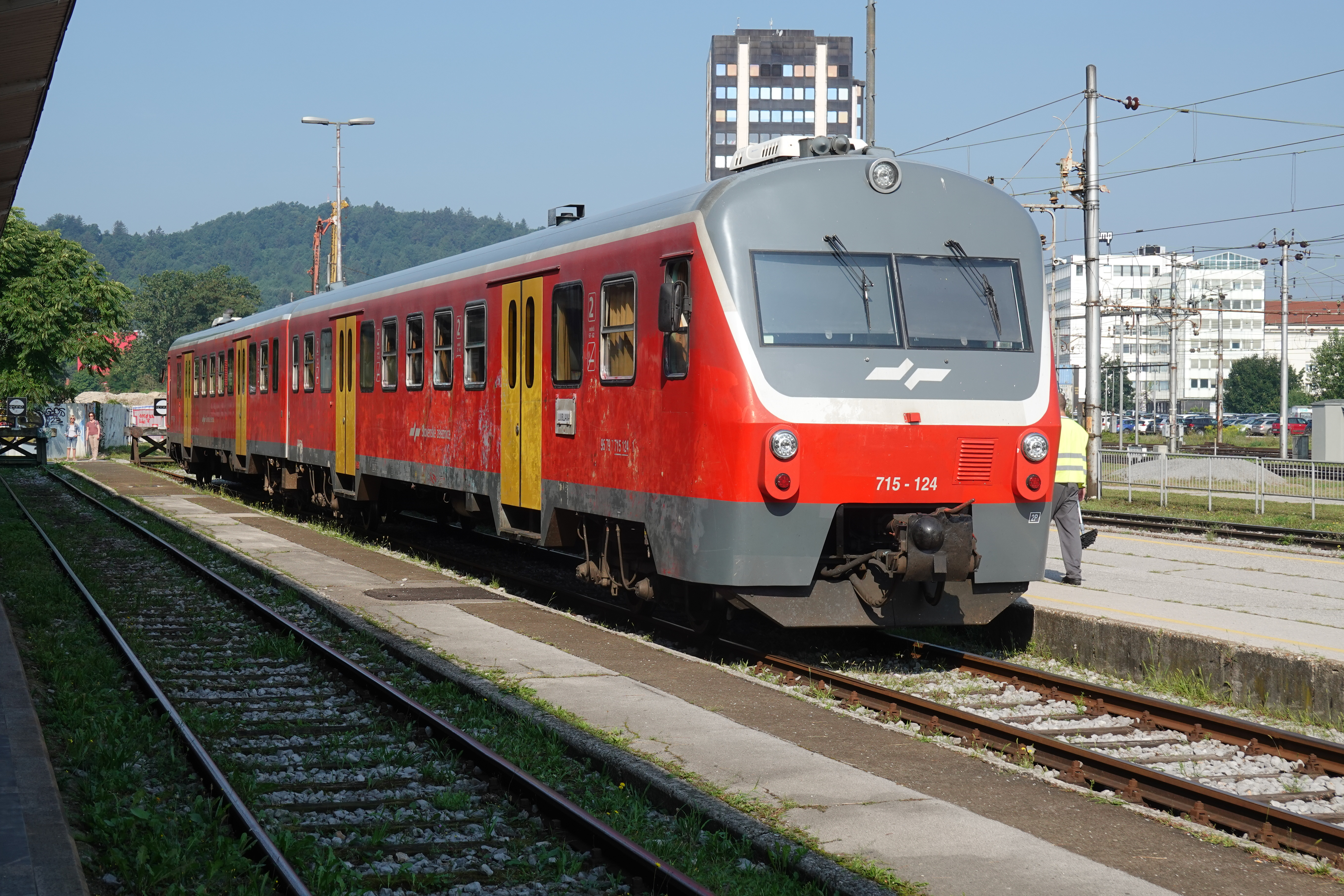
713/715形
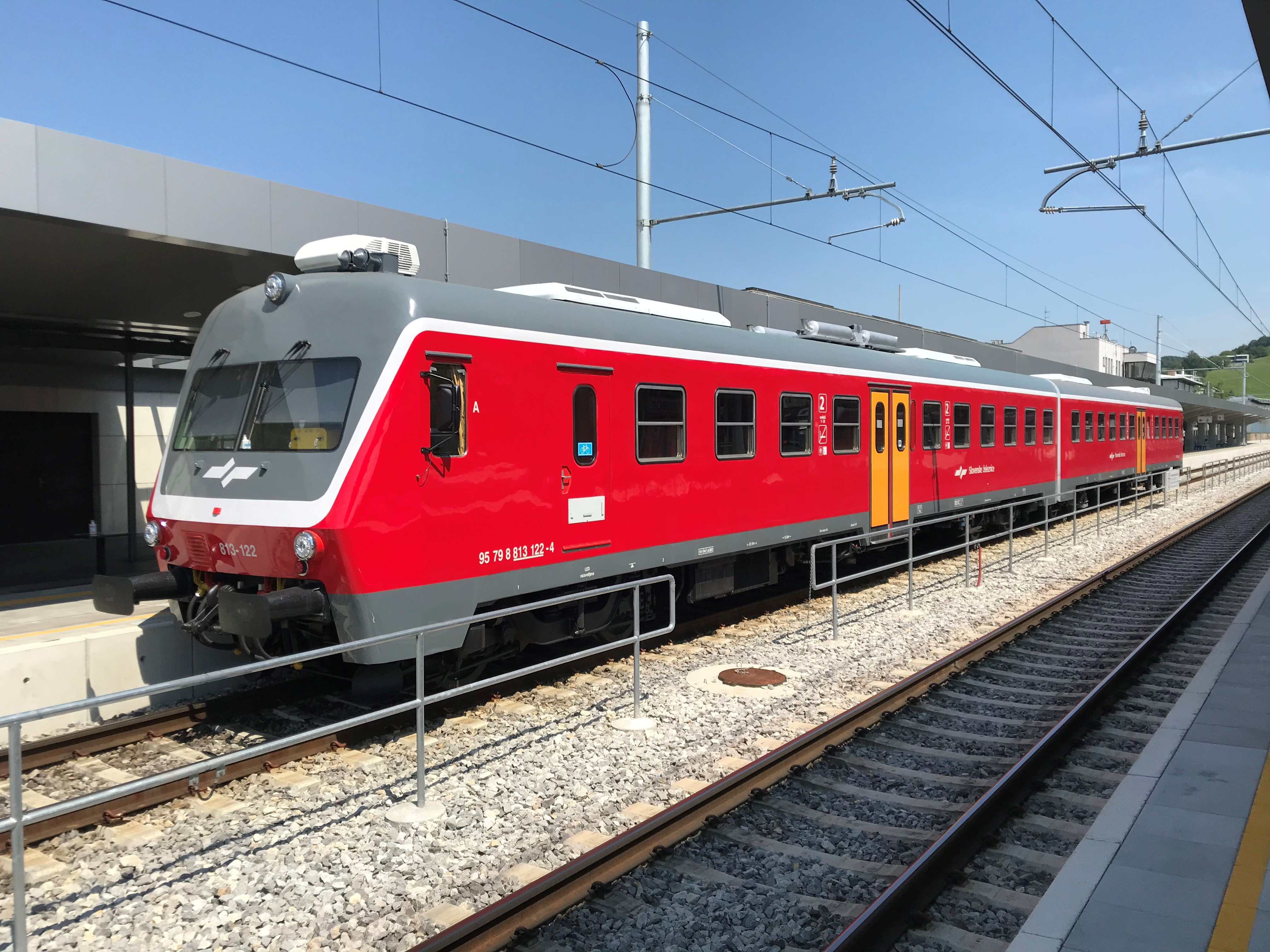
813/814形

### 客車
- A - 1等車[14]
- AB - 1等・2等合造車[14]
- B - 2等車[14]
- D - 荷物車[14]
- WR - 食堂車[14]

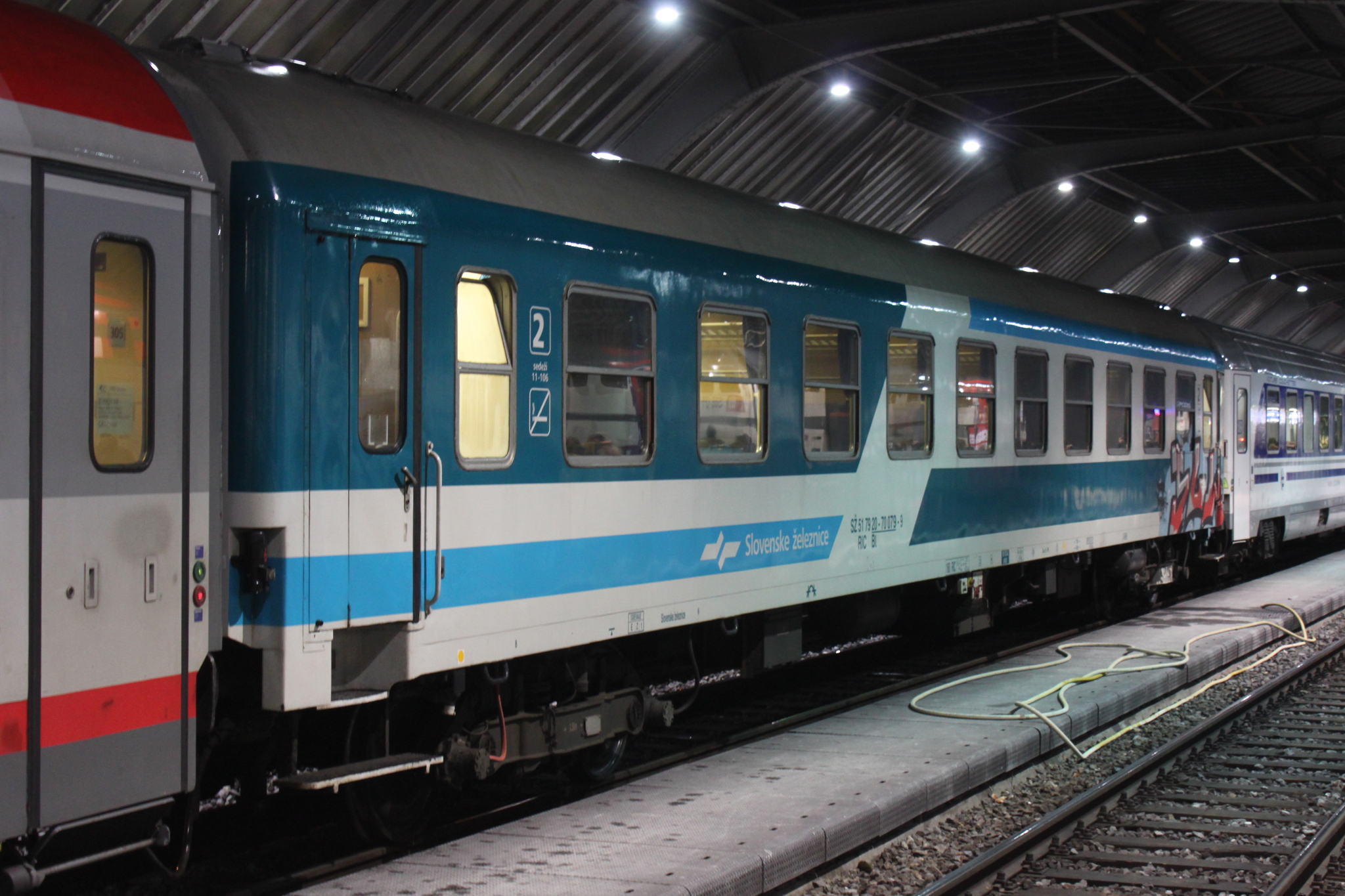
2012年撮影
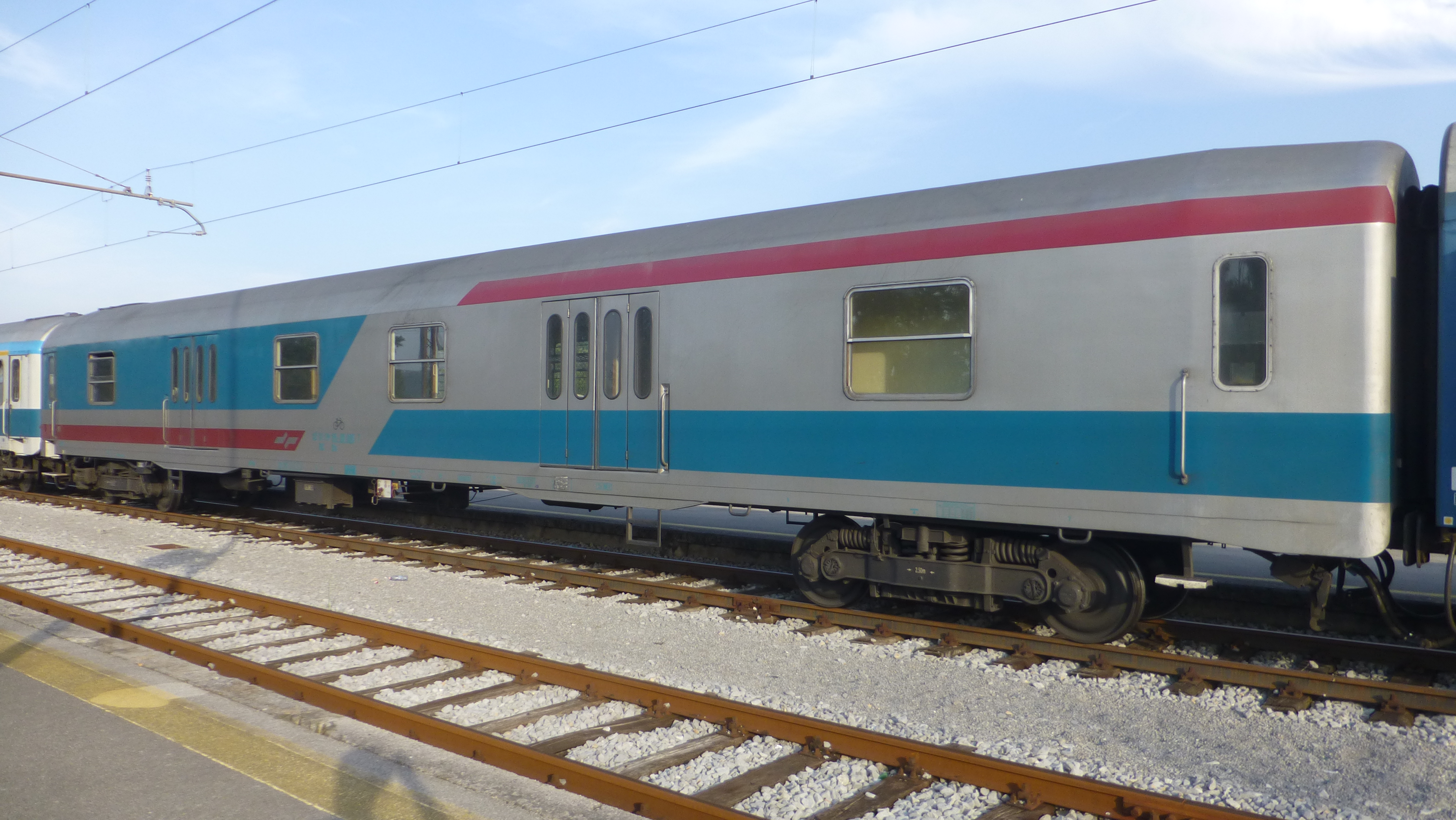
2017年撮影
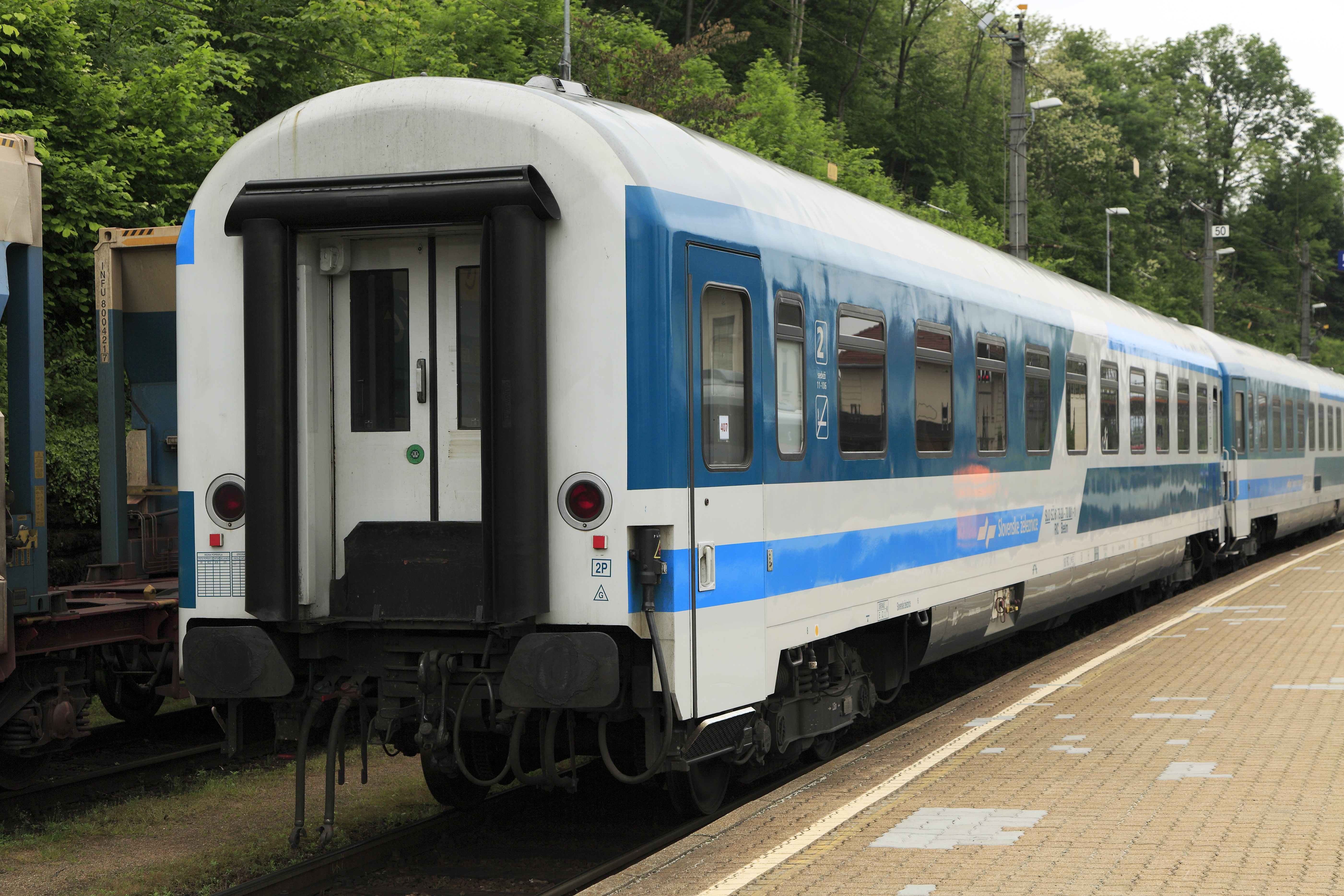
2019年撮影

## 参考資料

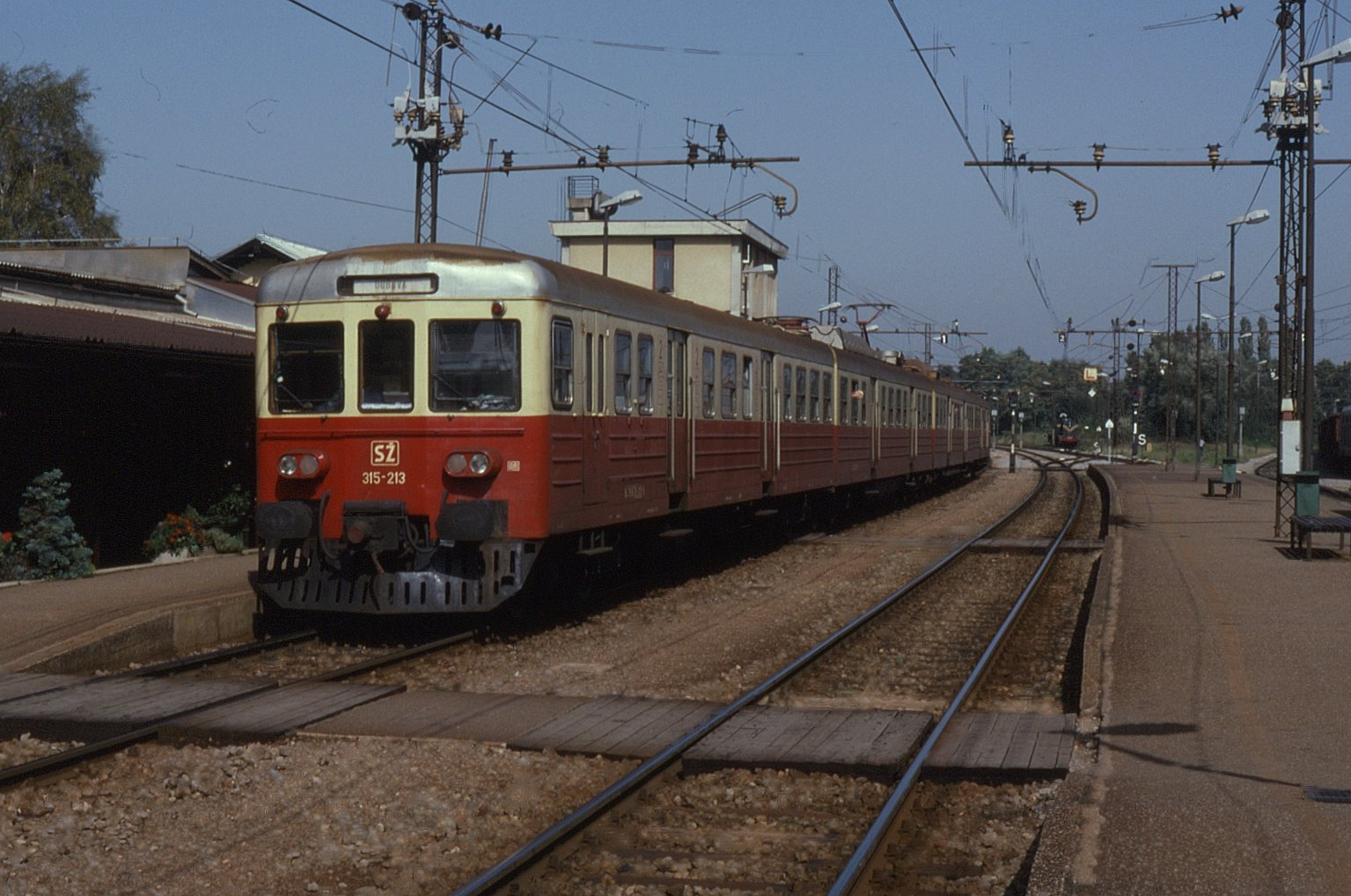
Klemen Ponikvar (August 2021). Zgodovinski Pregled Tirnih Vlečnih Vozil na Slovenskih v Obdobju 1945-2021 (PDF) (Report). samozaložba Klemen Ponikvar. ISBN 978-961-07-0661-8. 2024年10月28日閲覧。
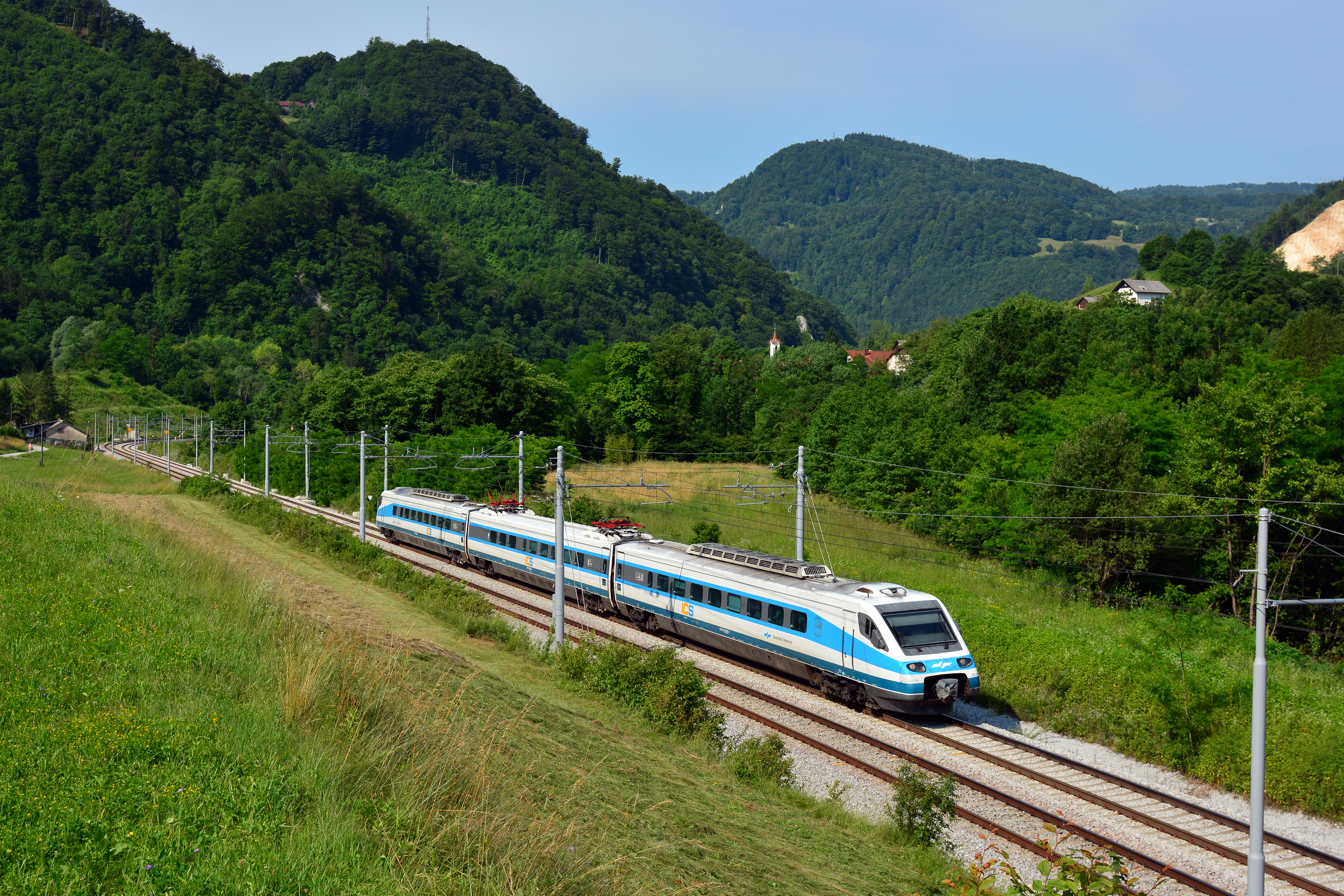
310/316形
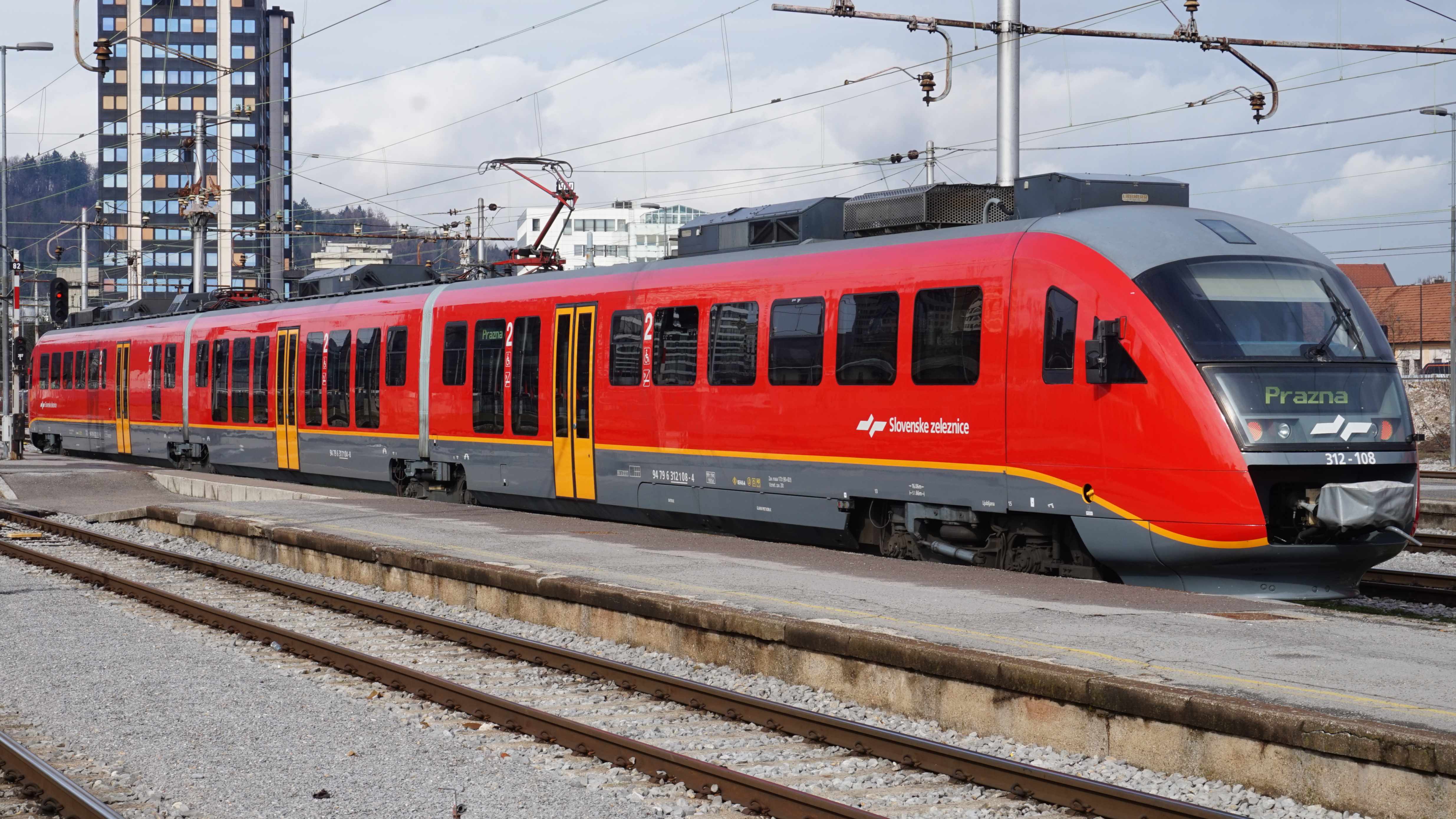
312/317形
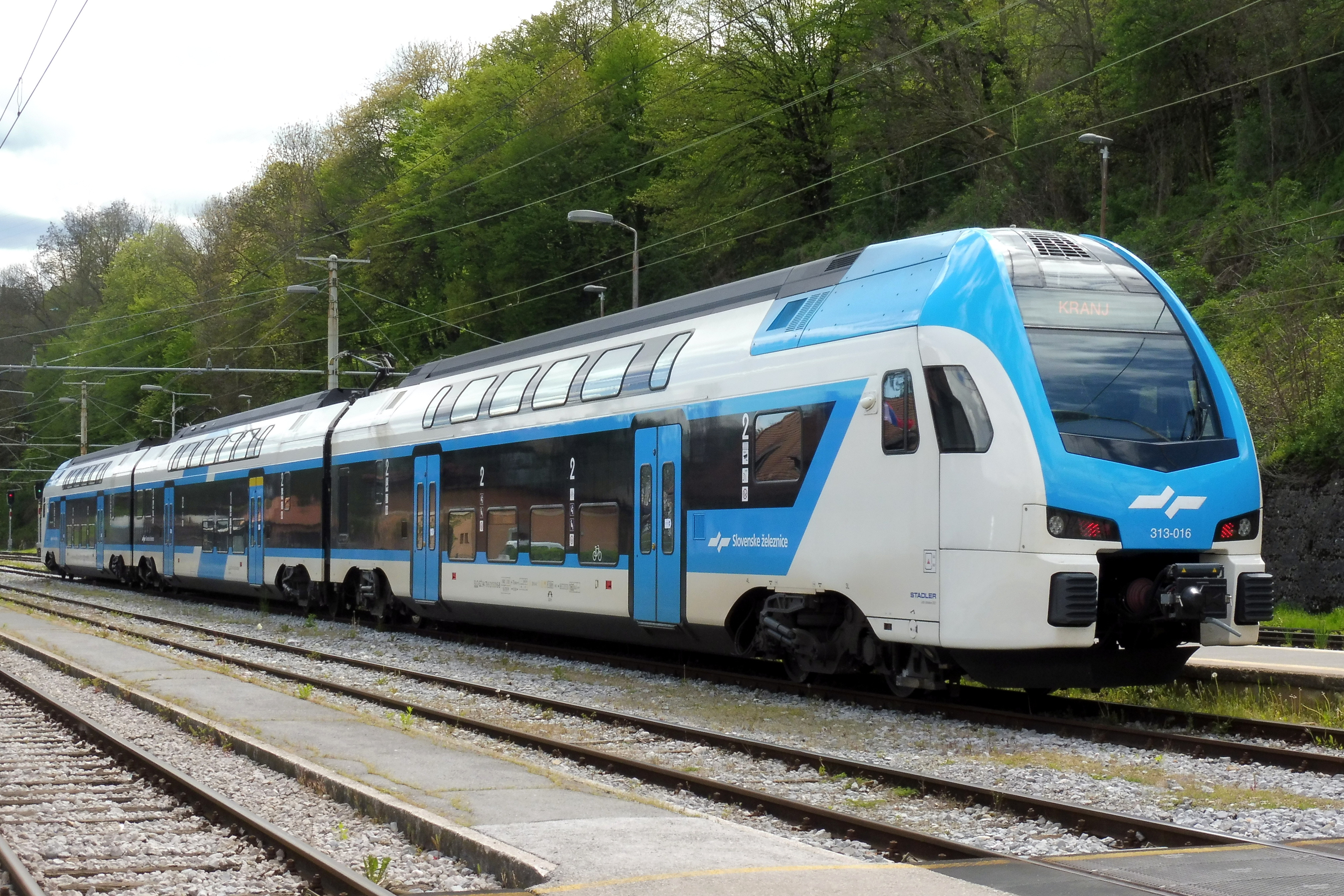
313/318形
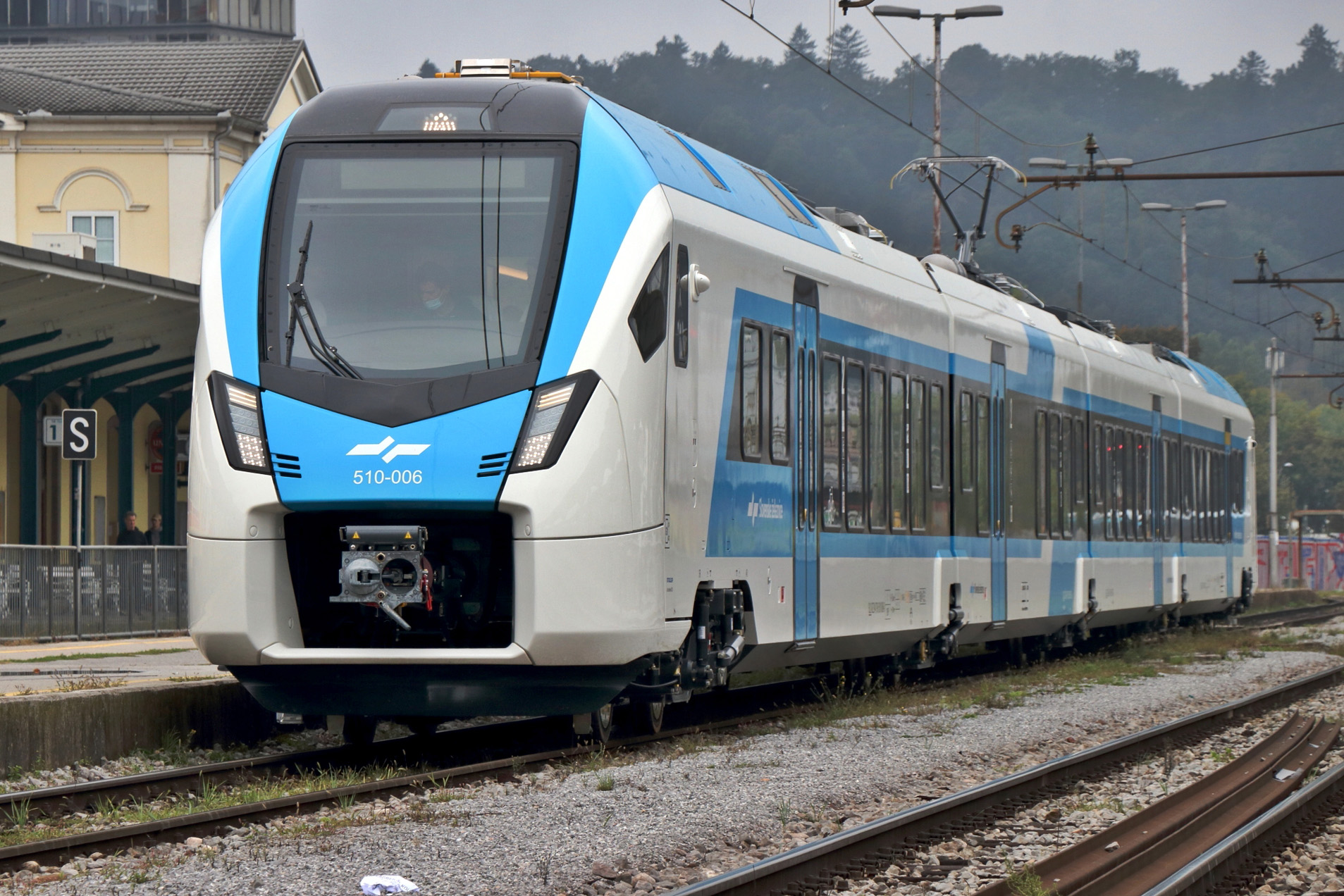
510/515形

- Direkcija Republike Slovenije za infrastrukturo (September 2021). Uporabna dolžina peronov glede na dolžine potniških vlakov Zaključno poročilo (PDF) (Report). 2024年10月28日閲覧。